# شورش آلپوجاراس (۱۵۷۱-۱۵۶۸)
شورش آلپوجاراس (انگلیسی: Rebellion of the Alpujarras) دومین شورش از این دست علیه تاج کاستیا در منطقه کوهستانی آلپوجاراس بود. شورشیان موریسکو، اسماً نوادگان کاتولیک مدجن (مسلمانان تحت حکومت کاستیلیان) پس از اولین شورش آلپوجاراس (۱۵۰۱-۱۴۹۹) بودند.